# Jainismo en el sudeste asiático

Símbolo oficial del jainismo

El jainismo en el sudeste asiático es una religión minoritaria en Tailandia, Malasia, Singapur y otros países del sudeste asiático. En términos más generales, la civilización de la India en general ha influido en los idiomas, escrituras, calendarios y aspectos artísticos de estas personas y naciones.

## Historia
Hay referencias en los textos del jainismo a varias áreas del sudeste asiático. Durante el reinado del emperador Samprati de la dinastía Maurya, los maestros jainistas fueron enviados a varios países del sudeste asiático.
Los prominentes jainistas —por ejemplo, el monje jainista Kshullaka Prayatna Sagar,— de la India han visitado el sudeste asiático con el propósito de representar al jainismo, guiar a la comunidad jaina local e interactuar con los miembros de otras religiones religiosas, especialmente el budismo.

## Regiones

### Birmania

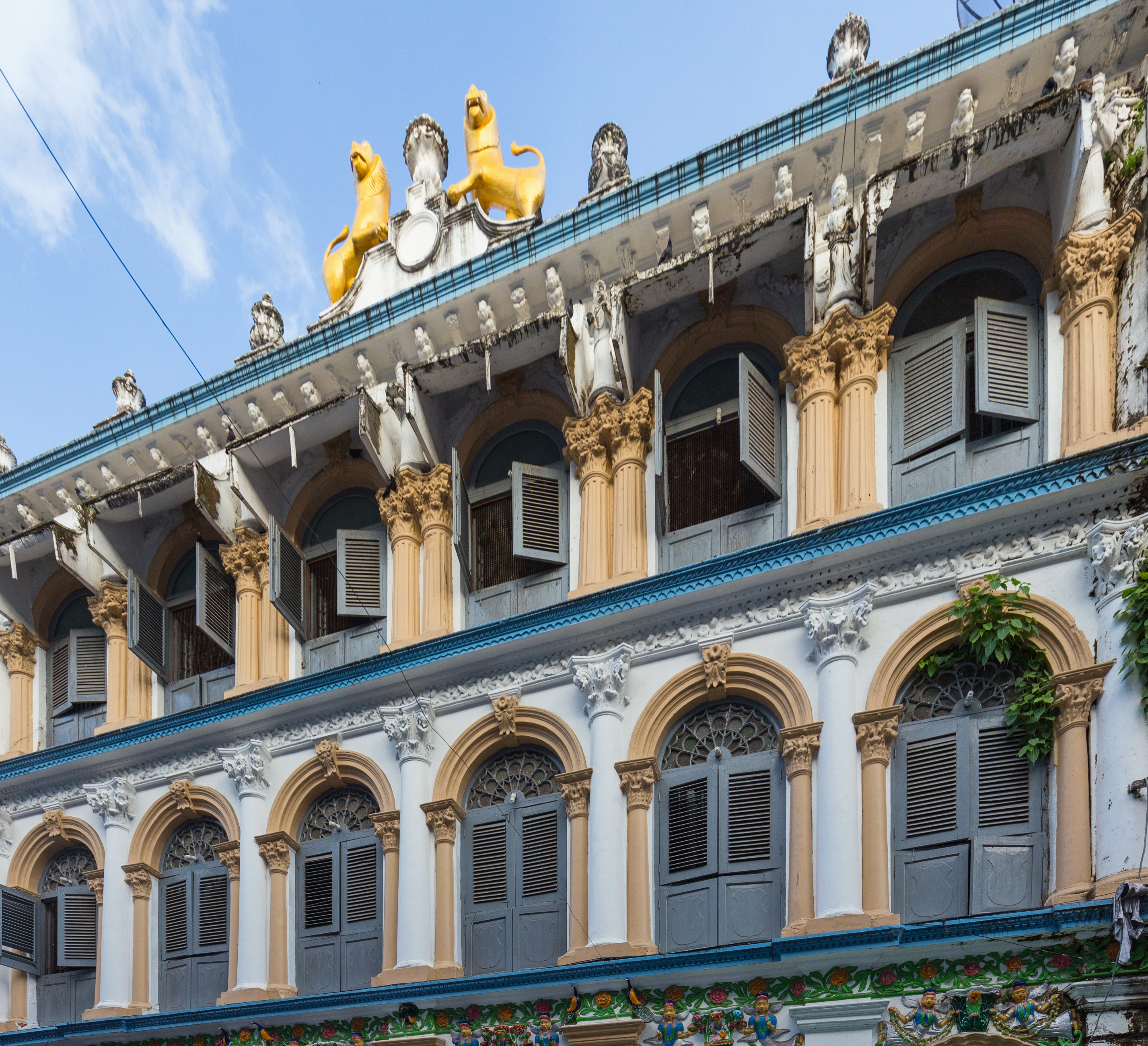
Templo Shurt Jain Shwetamber Murtipujak, Yangon.

Los textos del jainismo Agamas se refieren al sudeste asiático como Suvarnabhumi. Se dice que Kalakacharya, un monje jainista, visitó Birmania.
Cerca de 5000 familias jainas vivían en Birmania antes de la Segunda Guerra Mundial. Casi todas las familias se han emigrado. Hay tres o cuatro familias jainistas y un templo jaina en Yangon. Fue construido con una arquitectura romana y está ubicado en la calle 29 en Latha Township en Old Rangún. El Yangon Heritage Trust ha estado presionando para preservar este templo, junto con otros puntos destacados del Viejo Rangún.

### Camboya
No hay evidencia de jainismo en Camboya.

### Indonesia
Una pequeña comunidad jainista existe en Indonesia. La comunidad organiza varios festivales jainistas en Yakarta. La organización comunitaria se llama Jain Social Group, Indonesia.

### Laos
No hay presencia del jainismo en Laos.

### Malasia
Hay unos 2.500 jainistas en Malasia. Se cree que algunos de ellos llegaron a Malaca en el siglo XV o XVI.
El primer templo jainista en Malasia se encuentra en Ipoh, Perak y se consagró en 2012. También hay un templo jainista en Kuala Lumpur. El templo está ubicado en la localidad de Bangsar de Kuala Lumpur y fue construido con 4000 kilogramos de mármol de la India. El ministro de Recursos Humanos de Malasia, Subramaniam Sathasivam, estuvo presente durante la inauguración del templo en 2011.
La comunidad celebra activamente  festivales jainistas como el Paryushan.

### Filipinas
No hay presencia de jainismo en las Filipinas.

### Singapur

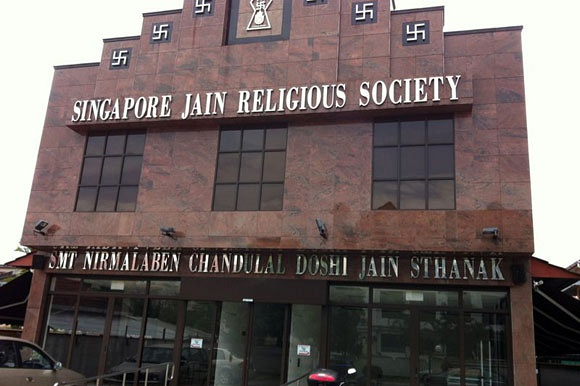
Singapur Jain Religious Society, en Singapur.

Los jainistas se asentaron en Singapur desde principios del siglo XX, poco antes de la Primera Guerra Mundial (1910 - 1914). A partir del 2006, había 1.000 jainas en Singapur. De acuerdo con la constitución de la Sociedad Religiosa Jain de Singapur, cualquier jainista ya sea Svetambara o Digambar, hablando en cualquier idioma podría convertirse en miembro de la sociedad y llevar a cabo actividades religiosas, manteniendo los principios fundamentales del jainismo.

### Tailandia
Históricamente, los monjes jainistas llevaron imágenes jainas a Tailandia a través de Sri Lanka. Una imagen jainista desnuda es adorada como una imagen de Buda en Chiang Mai. Sin embargo, debido al énfasis rígido en la austeridad, el jainismo no se arraigó en Tailandia.

A partir del 2011, hay aproximadamente 600 familias jainas en Tailandia, principalmente en Bangkok. La comunidad jainista en Tailandia no está unida, a diferencia de las comunidades jainistas en Singapur, Estados Unidos y algunos otros países. Existen templos jainistas separados para las sectas del jainismo Digambara y Svetmabara. La Fundación Digambar Jain se estableció en 2007.
La comunidad jainista también patrocina a estudiantes locales de doctorado tailandés para realizar estudios superiores en jainismo. Algunos restaurantes en Tailandia sirven comida jainista. La mayoría de los negocios de corte y pulido de diamantes en Bangkok están a cargo de la comunidad jainista.

### Vietnam
No hay presencia de jainismo en Vietnam.

### Andorra
No hay presencia de jainismo en Andorra.